# پرواز ۹۵۶ ایران ایرتور
پرواز شماره ۹۵۶ هواپیمایی ایران ایرتور، یک پرواز تجاری داخلی متعلق به هواپیمایی ایران ایرتور از مبدأ فرودگاه بین‌المللی مهرآباد تهران به مقصد فرودگاه بین‌المللی خرم‌آباد بود که در ساعت ۰۷:۰۴ صبح روز سه‌شنبه ۲۳ بهمن ۱۳۸۰ تیک‌آف کرد. مکالمه خلبان هواپیما پس از حدود ۳۰ دقیقه، در نزدیکی فرودگاه مقصد، با برج مراقبت قطع شد و هواپیما در ساعت ۰۷:۳۲ صبح پس از برخورد به سفیدکوه در ارتفاع ۹۱۰۰ پایی (تقریباً ۲۸۰۰ متر از سطح دریا) سقوط کرد. در این حادثه همهٔ ۱۱۹ سرنشین این پرواز کشته شدند. کاپیتان پرویز احمدی‌فر و کمک خلبان ثامر زهیری هدایت این پرواز را برعهده داشته‌اند.

## هواپیما

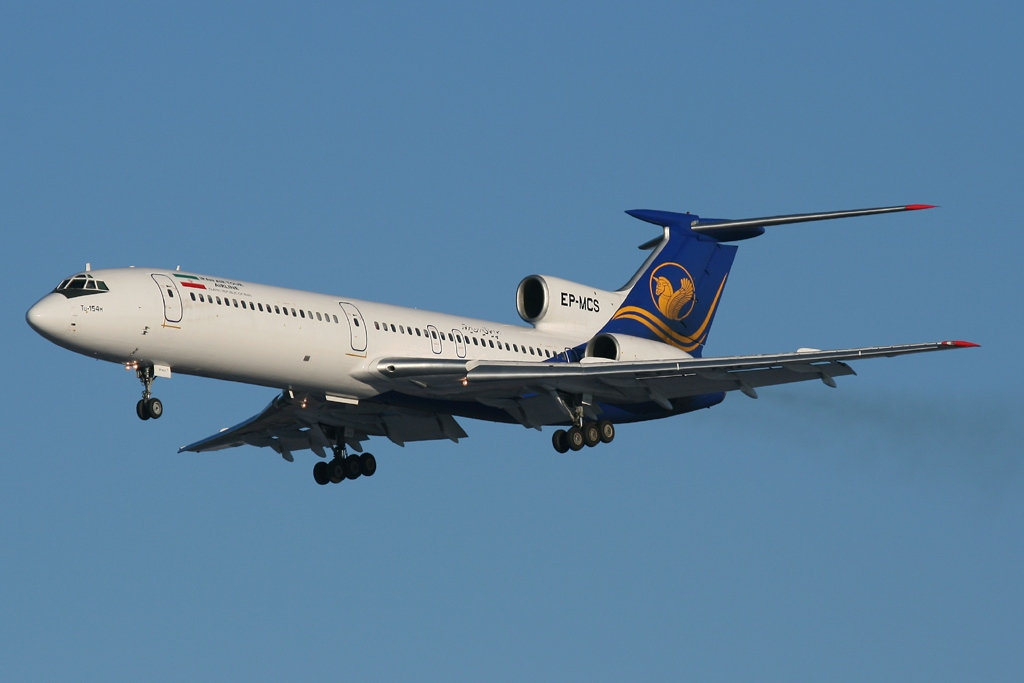
هواپیمای توپولوف-۱۵۴

هواپیما سانحه دیده از نوع توپولف تی یو-۱۵۴ بود که در سال ۱۹۹۱ با سریال ۰۸۷۱ و شماره کارخانه 91A871 برای شرکت آئروفلوت ساخته شد و مدتی نیز در جمهوری آذربایجان و بلغارستان پرواز کرد.
از ۱ بهمن ۱۳۸۰، این هواپیما با رجیستر EP-MBS به اجاره شرکت ایران‌ایرتور درآمد و تنها ۱۴ روز پس از ورود به ایران در ۲۳ بهمن ۱۳۸۰ دچار سانحه شد. طی ۱۴ روز حضور در ایران، این هواپیما مجموعا ۸۰ ساعت پرواز شامل ۷۵ نشست و برخاست داشت. همچنین، تا قبل از تحویل به ایرتور ۱۲۶۱۰ ساعت عمليات پروازی شامل ۵۴۴۱ نشست و برخاست انجام داده بود.

## علت سانحه
سپاه پاسداران، علت سانحه را اشتباه خلبان پرواز اعلام کرد. در مورد علت سانحه هیچ‌گونه تحقیقاتی انجام نشد و مانند اکثر سوانح هوایی در ایران، «اشتباه خلبان» علت سانحه عنوان شد. پس از سقوط هواپیمای پی‌اس۷۵۲ با شلیک موشک، این گمانه مطرح شد که ممکن است برای این هواپیما نیز حادثه‌ای رخ داده باشد.